# Eton (Australia)
Eton – miasto w Australii, w stanie Queensland.